# NGC 230
NGC 230 es una galaxia espiral localizada en la constelación de Cetus.